# Chi sbaglia paga
Chi sbaglia paga è un singolo del rapper italiano Vacca, pubblicato il 25 ottobre 2006.

## Tracce
1. Acappella
2. Chi sbaglia paga
3. Chi sbaglia paga (instrumentale)
4. Chi sbaglia paga (remix)